# Goodbye et Amen
Pour plus de détails, voir Fiche technique et Distribution.
Goodbye et Amen (Goodbye e Amen) est un film italien réalisé par Damiano Damiani, sorti en 1978.

## Fiche technique
Sauf indication contraire, les informations mentionnées dans cette section peuvent être confirmées par la base de données cinématographiques IMDb,  présente dans la section « Liens externes ».
- Titre original : Goodbye e Amen ou  L'uomo della CIA[1]
- Titre français : Goodbye et Amen ou  L'Homme de la CIA[2]
- Réalisation : Damiano Damiani
- Scénario : Damiano Damiani et Nicola Badalucco
- Photographie : Luigi Kuveiller
- Musique : Guido et Maurizio de Angelis
- Pays d'origine : Italie
- Format : Couleurs - 1,85:1 - Mono
- Genre : thriller
- Durée : 103 minutes
- Date de sortie :
  - Italie : 23 décembre 1977 (Milan), 8 février 1978 (Rome)
  - Allemagne de l'Est : 21 décembre 1979
  - France : 19 octobre 1983[2]

## Distribution
- Tony Musante : John Dhannay
- Claudia Cardinale : Aliki
- John Forsythe : l'ambassadeur américain
- John Steiner : Donald Grayson
- Renzo Palmer : Parenti
- Angela Goodwin : la femme de l'ambassadeur